# 1619 na arte

## Eventos
- André Reinoso executa o conjunto de vinte pinturas sobre a vida e a lenda de S. Francisco Xavier.

## Nascimentos
| Data | Nome | Profissão | Nacionalidade | Observações | Ref |
| ---- | ---- | --------- | ------------- | ----------- | --- |

## Mortes
| Data        | Nome           | Profissão          | Nacionalidade       | Observações | Ref |
| ----------- | -------------- | ------------------ | ------------------- | ----------- | --- |
| 16 de abril | Denis Calvaert | pintor             | Condado da Flandres | n. 1540     |     |
| ??          | Belchior Paulo | religioso e pintor | Portugal            | n. ca. 1554 |     |